# Al-Ghuri

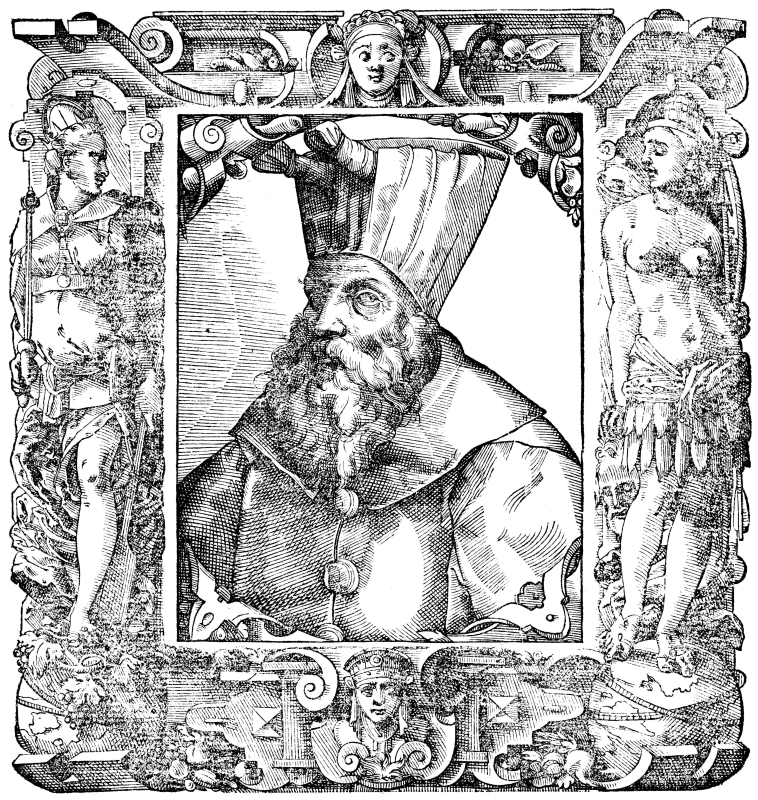
al-Ghuri (Porträt von Paolo Giovio)

Al-Aschraf Qansuh (II.) al-Ghuri (arabisch الأشرف قانصوه الغوري, DMG al-Ašraf Qānṣūh al-Ġūrī, auch al-Ghauri; * 1441; † 1516 bei Mardsch Dabiq nördlich von Aleppo) aus der Burdschi-Dynastie war von 1501 bis 1516 Sultan des ägyptischen Mamluken-Reichs.

## Leben
Nach mehreren Machtwechseln seit dem Tode Sultan Qait-Bays (1468–1496) übernahm 1501 al-Aschraf Qansuh (II.) al-Ghuri die Regierung. Ihm gelangen zunächst die Befriedung des Landes und die erneute Durchsetzung staatlicher Autorität. Auch erweiterte er das Heer der Mamluken und stellte vermehrt Söldner in seine Dienste.
Die dadurch ansteigenden Militärkosten wurden durch erhöhte Steuern u. a. auf Erbschaften und religiöse Stiftungen, durch die drastische Anhebung der Zölle sowie durch Geldentwertungen finanziert. Dies führte aber zur weiteren Verarmung der Bevölkerung. Allerdings ermöglichten die finanziellen Einnahmen eine umfangreiche Bautätigkeit. So wurden Deichanlagen und Kanäle am Nil, Moscheen und Medresen errichtet. Außerdem wurde die Zitadelle von Kairo ausgebaut und Alexandria sowie Rosette stark befestigt. Al-Ghuris Herrschaft war auch durch eine sehr prachtvolle Hofhaltung und die Förderung der Dichter gekennzeichnet.
Allerdings machte sich der Niedergang des Reiches verstärkt bemerkbar. Nach der Entdeckung des Seewegs von Europa nach Indien durch die Portugiesen nahmen die Zolleinnahmen spürbar ab. Um die portugiesische Konkurrenz auszuschalten, schloss al-Ghuri mit den Herrschern Südarabiens und Gujarats ein Bündnis und ließ im Roten Meer eine Flotte bauen. Dieser gelangen zwar einige Erfolge gegen die portugiesische Flotte, doch wurde sie 1509 von den Portugiesen unter Francisco de Almeida in der Seeschlacht von Diu mit Hilfe ihrer Artillerie vernichtend geschlagen. Auch die Mittelmeerflotte der Mamluken erlitt 1507 eine Niederlage gegen die Portugiesen und Johanniter. Mit diesen Niederlagen war das Handelsmonopol der Mamluken über den Indienhandel gebrochen, auch wenn der über Ägypten führende Handel immer noch einen großen Umfang hatte.

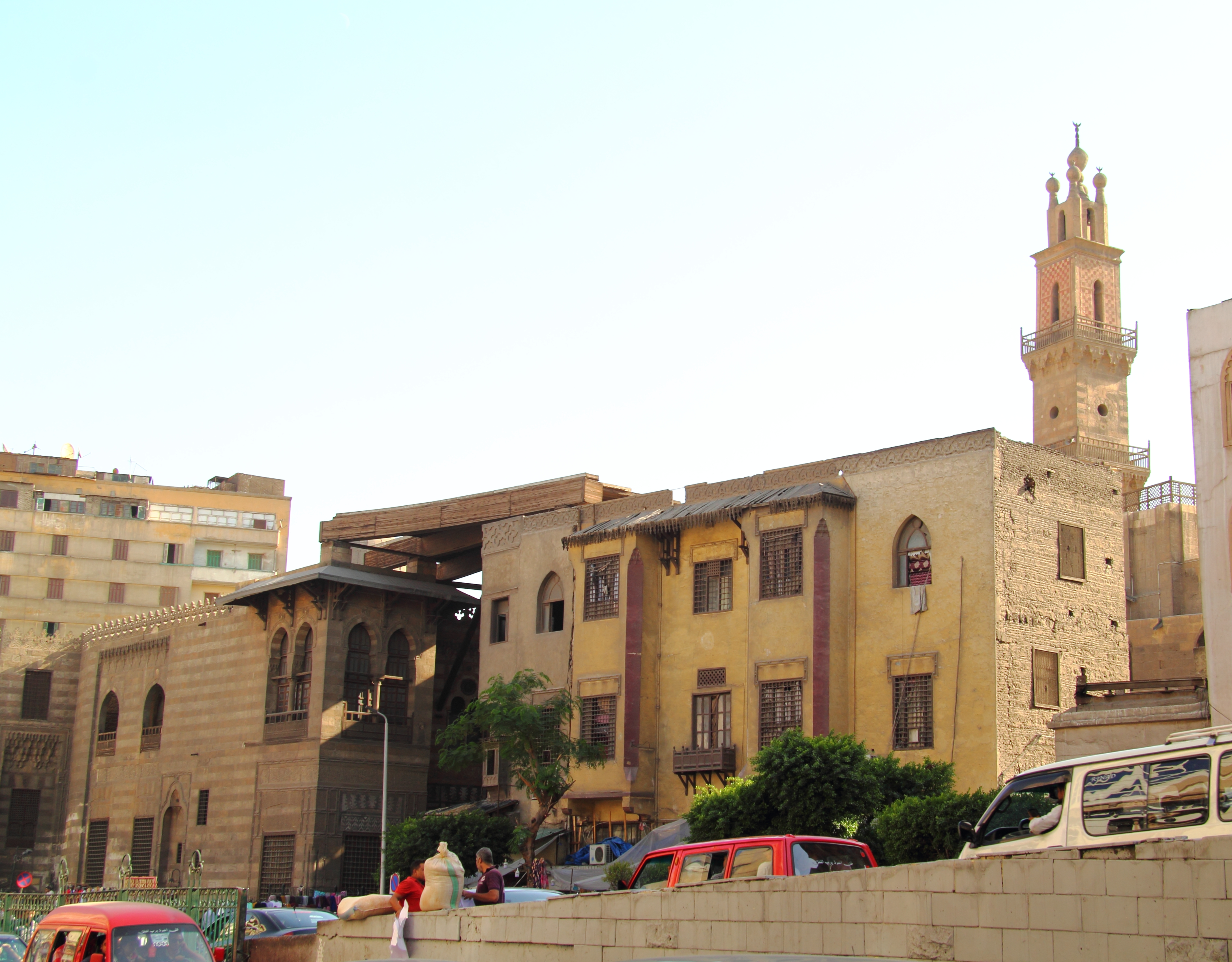
Moschee-Komplex von Al-Ashraf Qansuh al-Ghuri, erbaut 1503–1505 in der al-Muizz-Straße
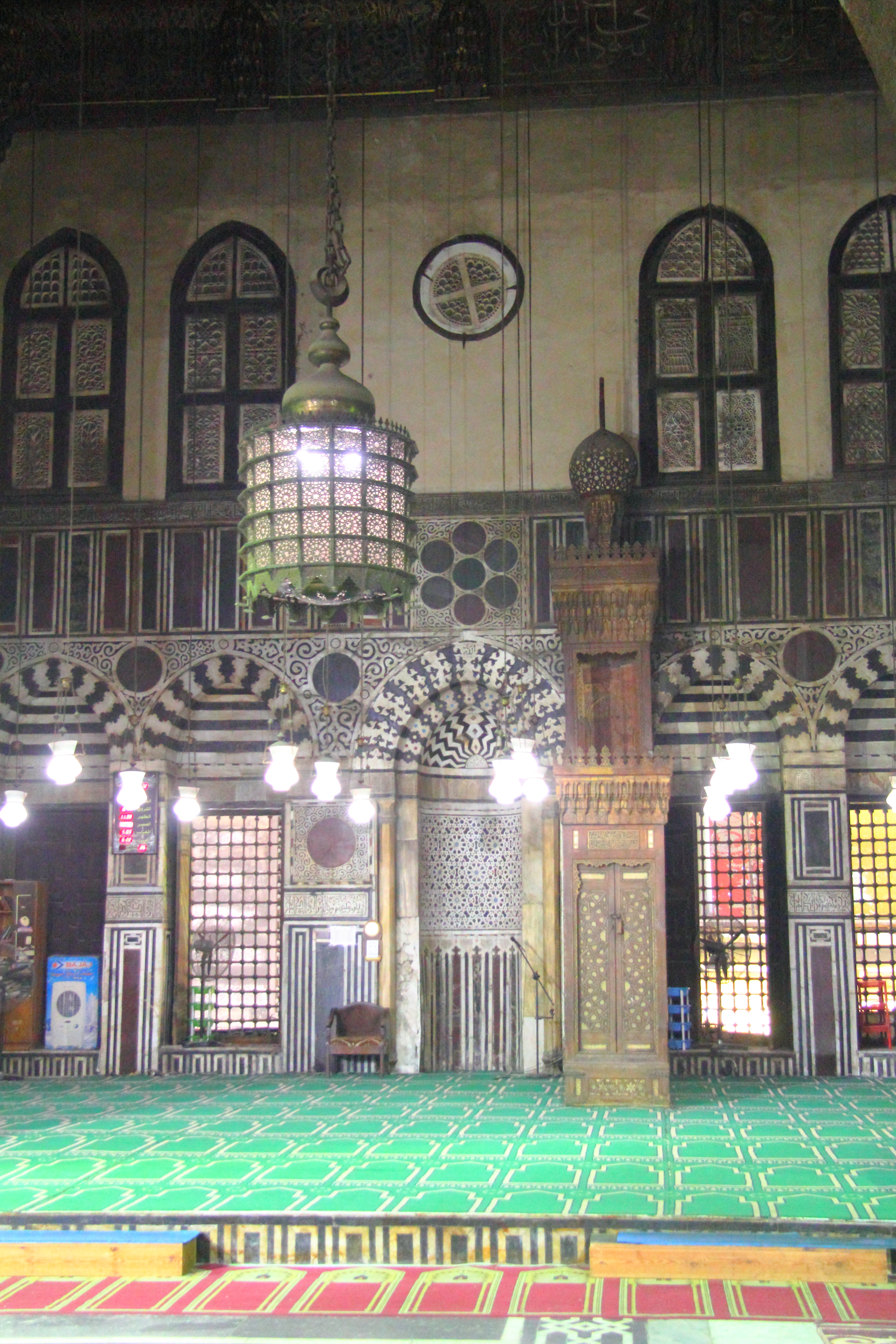
Gebetsraum der Moschee von al-Ghuri
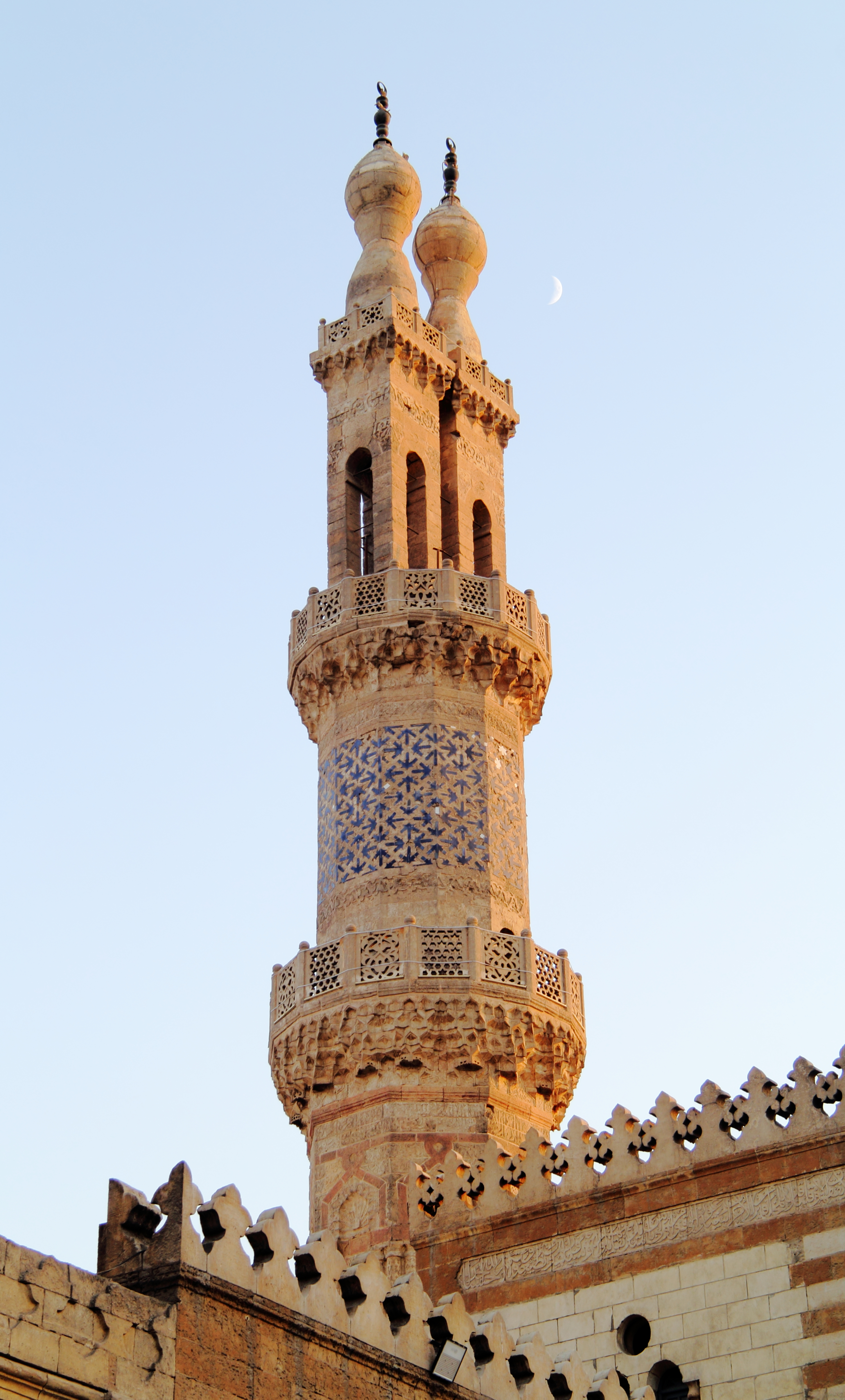
Minarett des al-Ghuri an der al-Azhar-Moschee

Als sich al-Ghuri mit Schah Ismail I. von Persien gegen die Osmanen verbündete, kam es 1516 zum Ausbruch des Krieges mit dem nördlichen Nachbarn. Die Mamluken waren den Osmanen klar unterlegen, da nur ein Teil der Emire al-Ghuri mit Truppen für den Feldzug in Syrien unterstützte. Außerdem hatten die Vorgänger al-Ghuris die Ausrüstung der Truppen mit Feuerwaffen vernachlässigt.
So wurden die Mamluken unter al-Ghuri am 24. August 1516 in der Schlacht von Mardsch Dabiq (nördlich von Aleppo) von den Osmanen durch Einsatz ihrer Artillerie vernichtend geschlagen. Zur Niederlage führte auch der Verrat der syrischen Mamluken. Al-Ghuri erlag während der Schlacht einem Schlaganfall. Letzter Sultan der Mamluken wurde Tuman-Bay II. (1516–1517).